# Марянка (Вармінсько-Мазурське воєводство)
Марянка (пол. Marianka, нім. Marienfelde) — село в Польщі, у гміні Пасленк Ельблонзького повіту Вармінсько-Мазурського воєводства.
Населення — 253 особи (2011).
У 1975-1998 роках село належало до Ельблонзького воєводства.

## Демографія
Демографічна структура станом на 31 березня 2011 року:
|          | Загалом | Допрацездатний вік | Працездатний вік | Постпрацездатний вік |
| -------- | ------- | ------------------ | ---------------- | -------------------- |
| Чоловіки | 122     | 30                 | 87               | 5                    |
| Жінки    | 131     | 43                 | 69               | 19                   |
| Разом    | 253     | 73                 | 156              | 24                   |